# 10295 Hippolyta
10295 Hippolyta este un asteroid care intersectează orbita planetei Marte.

## Descriere
10295 Hippolyta este un asteroid care intersectează orbita planetei Marte. El prezintă o orbită caracterizată de o semiaxă mare de 1,97 ua, o excentricitate de 0,33 și o înclinație de 19,2° în raport cu ecliptica.